# جيمس ألين (سياسي)
جيمس ألين (بالإنجليزية: James Allen)‏ هو سياسي أمريكي، ولد في 1802، وتوفي في 1854. حزبياً، نشط في الحزب الديمقراطي. وقد انتخب عضو مجلس نواب فرجينيا (1839 – 1840).